# Torre Egger
Torre Egger är en bergstopp i Argentina.   Den ligger i provinsen Santa Cruz, i den södra delen av landet, 2 000 km sydväst om huvudstaden Buenos Aires. Toppen på Torre Egger är 2 685 meter över havet, eller 78 meter över den omgivande terrängen. Bredden vid basen är 0,19 km.
Terrängen runt Torre Egger är varierad. Trakten runt Torre Egger är nära nog obefolkad, med mindre än två invånare per kvadratkilometer.. Närmaste större samhälle är El Chaltén, 15,9 km öster om Torre Egger. 
Trakten runt Torre Egger består i huvudsak av gräsmarker.